# Hebrew Free Loan Association of Northeast Ohio
Еврейская ассоциация свободных займов Северо-Восточного Огайо (англ. Hebrew Free Loan Association of Northeast Ohio; сокращённо HFLA) — американская некоммерческая организация, выдающая беспроцентные займы людям, не имеющим доступа к другим видам кредитования. Организация выдала более 25 000 займов в северо-восточном Огайо. Возвращаемость займов в среднем составляют примерно 97 % — 99 %.

## История
HFLA была основана в 1904 году с 501 доллара, собранных Моррисом А. Блэйком, Чарльзом Эттингером и Германом Стерном. В первый год существования организация выдавала займы в диапазоне от $10 до $37, и все они были погашены в полном объёме. В 1909 году HFLA выдала уже 700 займов.
Все займы выдаются по беспроцентной ставке, в соответствии с еврейской библейской традицией. «Если вы обратитесь к Торе, высшая форма цдаки означает не просто давать кому-то деньги, а дать кому-то возможность помочь самому себе», сказал Дэвид Эдельман, президент организации. Он добавил: «Давать кому-то беспроцентный заём — одна из самых высших форм любви».
В 1982 году Hebrew Free Loan Association of Northeast Ohio стала независимым членом International Association of Hebrew Free Loan.

## Программа займов
HFLA предлагает кредиты на суммы до $12 000. Условием для заёмщиков и сопоручителей является то, что они должны проживать в северо-восточном Огайо. HFLA выдаёт займы для многих целей, среди которых оплата медицинских и стоматологических счетов, ремонты, погашение кредитов, аренда жилья, иммиграция, образование и другие.

## Награды
В 1984 году HFLA получила Премию Исаия по человеческим отношениям (англ. Isaiah Award for Human Relations), от Американского еврейского комитета.